# Owusu Benson
Owusu Benson (Accra, 1977. március 22. –) ghánai válogatott labdarúgó.

## Nemzeti válogatott
A ghánai válogatottban 1 mérkőzést játszott.

## Statisztika
| Ghánai válogatott | Ghánai válogatott | Ghánai válogatott |
| Időszak           | Mérk.             | gól               |
| ----------------- | ----------------- | ----------------- |
| 1999              | 1                 | 0                 |
| Összesen          | 1                 | 0                 |